# Visconde de Vila Boim
Visconde de Vila Boim é um título nobiliárquico criado por D. Carlos I de Portugal, por Decreto de 17 de Abril de 1890, em favor de José Maria Correia Freire Manoel de Aboim.
Titulares
1. José Maria Correia Freire Manoel de Aboim, 1.º Visconde de Vila Boim.